# عبد الله (فخرود)
عبد الله (بالفارسية: عبدله) هي مستوطنة تقع في إيران في قسم فخرود الريفي. يقدر عدد سكانها بـ 60 نسمة بحسب إحصاء 2016.